# José Antonio Griñán
José Antonio Griñán Martínez (Madrid, 7 de junio de 1946), también conocido como Pepe Griñán, es un expolítico español, presidente de la Junta de Andalucía entre 2009 y 2013 y presidente del Partido Socialista Obrero Español entre 2012 y 2014.
Griñán, que es inspector de trabajo por oposición, el 21 de abril de 2009, siendo diputado por la provincia de Córdoba en el Parlamento andaluz, fue investido presidente de la Junta de Andalucía, en sustitución de Manuel Chaves cuando este fue nombrado vicepresidente tercero del Gobierno de España. El 3 de mayo de 2012 fue investido, por segunda vez consecutiva, presidente de la Junta de Andalucía.
El 27 de agosto de 2013, presentó su dimisión como presidente de la Junta de Andalucía para acto seguido, el 12 de septiembre de 2013, ser nombrado senador en la Cámara Alta con los votos de 55 de los 104 parlamentarios andaluces, adquiriendo así condición de aforado de cara al caso de los ERE falsos, en el que Griñán estaba imputado.
El 19 de noviembre de 2019 fue condenado a seis años de cárcel y 15 años de inhabilitación para ocupar cargo público, por los delitos de prevaricación y malversación de fondos públicos en la concesión de ayudas a las empresas en crisis durante 10 años por valor de 680 millones de euros. La Audiencia de Sevilla considera que los expresidentes andaluces eran "conscientes de la palmaria ilegalidad" del desvío de fondos. La condena fue confirmada por el Tribunal Supremo el 26 de julio de 2022.

## Trayectoria
Nacido en Madrid en 1946, estudió en el colegio de los padres Agustinos ubicado en esa ciudad. Hijo de Octaviano Griñán Gutiérrez, oficial del cuarto militar del general Franco, y María Teresa Martínez Emperador, ambos sevillanos. Su tío José Martínez Emperador fue un jerarca franquista. Es licenciado en Derecho por la Universidad de Sevilla, y es inspector técnico de trabajo desde 1970, tras haber aprobado las oposiciones en 1969 siendo el número tres de su promoción. Ejerció primero en Zaragoza, y desde 1974, en Sevilla. Ingresó en el PSOE a primeros de los ochenta, y tras el triunfo socialista en las primeras elecciones andaluzas del 23 de mayo de 1982, fue viceconsejero de Trabajo en los gobiernos andaluces presididos por Rafael Escuredo y José Rodríguez de la Borbolla, hasta 1986, cuando fue nombrado viceconsejero de Salud. En 1987 fue nombrado secretario general técnico de Trabajo, hasta que en 1990 Manuel Chaves le nombró consejero de Salud en la III legislatura de la Junta de Andalucía. Fue diputado al Congreso durante tres legislaturas. Fue ministro del Gobierno de España en dos ocasiones: de 1992 a 1993 de Sanidad y Consumo y de Trabajo y Seguridad Social de 1993 a 1996, bajo la presidencia de Felipe González. Además fue diputado por Córdoba en el Congreso en las elecciones generales de 1993, cargo que revalida en 1996 y 2000. Desde marzo de 2004 es diputado por Córdoba en el Parlamento de Andalucía.
En abril de 2004 fue nombrado por Manuel Chaves consejero andaluz de Economía y Hacienda, y posteriormente, ya en 2008, fue nombrado además vicepresidente segundo de la Junta de Andalucía. El 5 de abril de 2009 se anunció el posible nombramiento de Griñán como presidente de la Junta de Andalucía tras la dimisión de Chaves, y ocho días después el Comité Director del PSOE de Andalucía proclamó oficialmente su candidatura.
José Antonio Griñán posee, a título de exministro del Gobierno de España, la Gran Cruz de la Real y Distinguida Orden Española de Carlos III, con el tratamiento de Excelentísimo Señor.

### Presidencia
El 22 de abril de 2009 fue investido presidente de la Junta de Andalucía por el parlamento autonómico, con 56 votos a favor (PSOE) y 53 votos en contra (PP e IU), prometiendo el cargo el 23 de abril en un acto de toma de posesión en el que asistieron los tres anteriores presidentes andaluces: Rafael Escuredo, José Rodríguez de la Borbolla y Manuel Chaves; junto con el presidente de Castilla-La Mancha, José María Barreda; la secretaria de Estado de Inmigración, Consuelo Rumí; y el presidente del Tribunal Superior de Justicia de Andalucía, Augusto Méndez de Lugo.
Desde el 12 de marzo de 2010 es secretario general del PSOE de Andalucía. Tras el 38 Congreso Federal del PSOE, en el que Alfredo Pérez Rubalcaba fue elegido nuevo secretario general, es nombrado presidente del PSOE, sustituyendo de nuevo a Manuel Chaves. El 25 de marzo de 2012 se presentó a las elecciones autonómicas andaluzas como cabeza de lista por el PSOE-A.

### Elecciones autonómicas de 2012
En las elecciones del 25 de marzo de 2012 encabezó la lista del PSOE por la provincia de Sevilla, obteniendo un respaldo del 39,5 % del electorado andaluz, quedando como la segunda fuerza política más votada, por detrás del PP, lo que supuso alcanzar un representación de 47 parlamentarios. Tras alcanzar un acuerdo de gobierno con IULV-CA, es investido de nuevo presidente de la Junta de Andalucía el 3 de mayo de 2012, encabezando un gobierno de coalición PSOE-IULV-CA.

### Renuncia a la reelección y dimisión
El 26 de junio de 2013, durante el Debate sobre el estado de la Región, anunció que no se presentaría de nuevo a la reelección, poniendo en marcha el proceso de primarias para elegir a su sucesor. En la opinión pública, se especuló si dicha renuncia se debía a las investigaciones de corrupción del caso de los ERE realizado por el juez. Inicialmente, concurrieron a las primarias la consejera de Presidencia Susana Díaz, el consejero de Agricultura Luis Planas y el alcalde de Jun, José Antonio Rodríguez. Finalmente, dichas primarias no llegaron a celebrarse al ser sólo Susana Díaz la única que logró los avales necesarios, siendo proclamada candidata a la presidencia de la Junta de Andalucía el 21 de julio de 2013.
El 24 de julio de 2013 anuncia su dimisión como presidente de la Junta, siendo efectiva el 27 de agosto del mismo año, coincidiendo con el caso de los ERE en Andalucía, con el que presuntamente se le relaciona. El 7 de septiembre fue sucedido por Susana Díaz.

## Caso de corrupción: Caso ERE de Andalucía
El escándalo de los ERE en Andalucía fue una red de corrupción política vinculada a la Junta de Andalucía dirigida por el Partido Socialista Obrero Español. El origen del escándalo está en la investigación actualmente en curso del caso de corrupción en la empresa sevillana Mercasevilla, en las que se detectaron prejubilaciones fraudulentas.
El 10 de septiembre de 2013 la jueza Alaya, titular del juzgado de Instrucción 6 de Sevilla quien tiene a su cargo el caso de los ERE falsos, le instruyó derechos (es decir, le conmina a designar procurador y abogado para personarse en la causa) tanto a él como a su predecesor como Presidente de la Junta de Andalucía Manuel Chaves y a cinco exconsejeros del Gobierno andaluz: Antonio Ávila, Carmen Martínez Aguayo, Manuel Recio, Francisco Vallejo y José Antonio Viera. Fue investigado por corrupción en el Caso ERE.
Finalmente, en septiembre de 2016 la fiscalía pidió para él una pena de 6 años de cárcel y 30 de inhabilitación para cargos públicos por delitos continuados de prevaricación y malversación de caudales.
El martes 19 de noviembre de 2019, la Audiencia de Sevilla dictó sentencia condenando a José Antonio Griñán, a la pena de 6 años y 2 días de prisión e inhabilitación absoluta por 15 años y dos días, por malversación de caudales públicos y prevaricación continuada, por su implicación en el caso de los ERE.

### Senador de las Cortes Generales
El 12 de septiembre de 2013 en el Pleno del Parlamento andaluz se designó a José Antonio Griñán como senador en representación de la Comunidad, con 55 votos a favor de los 104 posibles. El PP se opuso a su nombramiento y por primera vez la designación de un senador por el Parlamento andaluz no tuvo una aprobación unánime. Fue escogido conjuntamente con el vicesecretario general del PSOE, Mario Jiménez, y la consejera de Educación saliente del Gobierno andaluz, Mar Moreno. Esta votación tuvo lugar con el motivo de la renuncia a sus actas en la Cámara Alta del portavoz parlamentario del PSOE Francisco Álvarez de la Chica, el portavoz socialista en el Ayuntamiento de Sevilla Juan Espadas, y la diputada por Huelva Antonia Moro.
El 15 de junio de 2015 dejó su escaño como senador autonómico tras la imputación en el caso de los ERE. Esta dimisión fue pedida como medida indispensable (junto a la dimisión de Manuel Chaves) para que Ciudadanos o Podemos apoyasen el gobierno de Susana Díaz como presidenta de Andalucía tras los comicios de 2015. Griñán ya había dado muestras de su objeción a seguir en dicho cargo el 10 de abril de ese mismo año en una carta dirigida a Susana Díaz.